# Falsoropica hawaiana
Falsoropica hawaiana är en skalbaggsart som beskrevs av Stefan von Breuning 1982. Falsoropica hawaiana ingår i släktet Falsoropica och familjen långhorningar. Inga underarter finns listade i Catalogue of Life.